# 의비 야속진
의비(懿妃, ? ~ 1316년 8월 6일(음력 7월 18일))는 고려의 제26대 왕 충선왕의 후궁이자 충숙왕의 생모이다. 원 출신으로, 이름은 야속진(也速眞)이다.

## 생애
그녀의 가계에 대해서는 기록이 전혀 남아있지 않고 시호에도 공주(公主)라는 단어가 없는 것으로 보아, 아마도 원나라 황족 출신은 아니었을 것으로 보인다.
충선왕은 세자로 있던 시절 원나라에 자주 머물렀는데, 아마 이때 그녀와 혼인한 것으로 보인다. 또 의비 소생의 둘째 아들인 충숙왕이 1294년에 태어난 것을 볼때, 적어도 그녀는 1296년 충선왕과 결혼한 정비 계국대장공주보다 빨리 충선왕에게 시집을 왔을 것으로 보인다.
1316년(충숙왕 3년) 음력 7월 18일에 원나라에서 사망했다. 그녀의 시신은 음력 8월 3일 고려로 들어왔으며, 음력 8월 20일에 장례를 치렀다. 그녀의 시신은 화장 후 가매장되었다가 사망 3년 후에 능을 마련하였고, 능호는 연릉(衍陵)이라 하였다. 그녀의 영정은 청운사(靑雲寺)를 거쳐 묘련사(妙蓮寺)에 봉안되었다. 사후에 의비(懿妃)에 추증되었다.
남편 충선왕과의 사이에서 아들 둘을 낳았다. 장남은 광릉군에 봉해진 왕감(王鑑)으로, 한때 세자에 책봉되었다가 1310년 음력 5월에 부왕 충선왕에 의해 살해당했다. 이에 의비의 차남이 대신 왕위에 올랐으니, 그가 곧 충숙왕이다.

## 가족 관계
- 남편 : 충선왕 (忠宣王, 1275년 ~ 1325년, 재위 : 1298년, 1308년 ~ 1313년) - 고려의 제26대 왕
  - 장남 : 광릉군 감 (廣陵君 鑑, ? ~ 1310년)
  - 차남 : 충숙왕 (忠肅王, 1294년 ~ 1339년, 재위 : 1313년 ~ 1330년, 1332년 ~ 1339년) - 고려의 제27대 왕